# Václav Luks
Václav Luks (Rakovnik, 14 november 1970) is een Tsjechische klavecinist, hoornist, dirigent, musicoloog en pedagoog, die sinds 1995 vooral actief is op het gebied van de barokbeweging.
Luks studeerde aan het conservatorium van Plzeň en aan de Academie voor Muzikale Kunsten te Praag. Zijn passie voor oude muziek ontwikkelde hij aan de Schola Cantorum Basiliensis in Zwitserland, waar hij studeerde bij J.A. Bötticher en J.B. Christensen. Hier richtte hij ook het blaasoctet Amphion mee op. Later werd hij eerste hoornist bij de Akademie für Alte Musik Berlin. In 1990 richtte hij het Tsjechische ensemble Collegium 1704 op, wat hij in 2005 transformeerde tot een volwaardig barokorkest. Daarnaast richtte hij in 2005 Collegium Vocale 1704 op, om grote vocale werken zoals Bachs passies te kunnen uitvoeren. Als dirigent is Luks een vooraanstaande uitvoerder van het werk van oude meesters, zoals Jan Dismas Zelenka, Johann Sebastian Bach en Georg Friedrich Händel. Als muzikant wordt Luks geregeld uitgenodigd door Europese orkesten die zich voornamelijk bezighouden met oude muziek, zoals La Cetra Barockorchester Basel, de Nederlandse Bachvereniging en het Dresdner Kammerchor. Daarnaast onderzoekt hij de historische muziekdocumentatie van Tsjechië, Oostenrijk en Duitsland en vooral de wijze waarop de basso continuo begeleiding op barokke toetsinstrumenten gebruikt werd. Tussen 1996 en ‘99 gaf hij zelf les aan de Academie voor Muzikale Kunsten te Praag en tussen 2001 en ‘03 aan de Felix Mendelssohn Musikhochschule te Leipzig. Momenteel is hij verbonden aan de Janáček-muziekacademie van Brno in Tsjechië.